# Shoji Nonoshita
Shoji Nonoshita (埜下 荘司 Nonoshita Shoji?,  nacido el 24 de mayo de 1970 en Ehime) es un exfutbolista japonés. Jugaba de defensa y su último club fue el Consadole Sapporo de Japón.

## Trayectoria

### Clubes
| Club              | País  | Año         |
| ----------------- | ----- | ----------- |
| Gamba Osaka       | Japón | 1993 - 1995 |
| Yokohama Flügels  | Japón | 1996 - 1998 |
| Consadole Sapporo | Japón | 1998 - 1999 |